# Statistiche dell'OK Liga

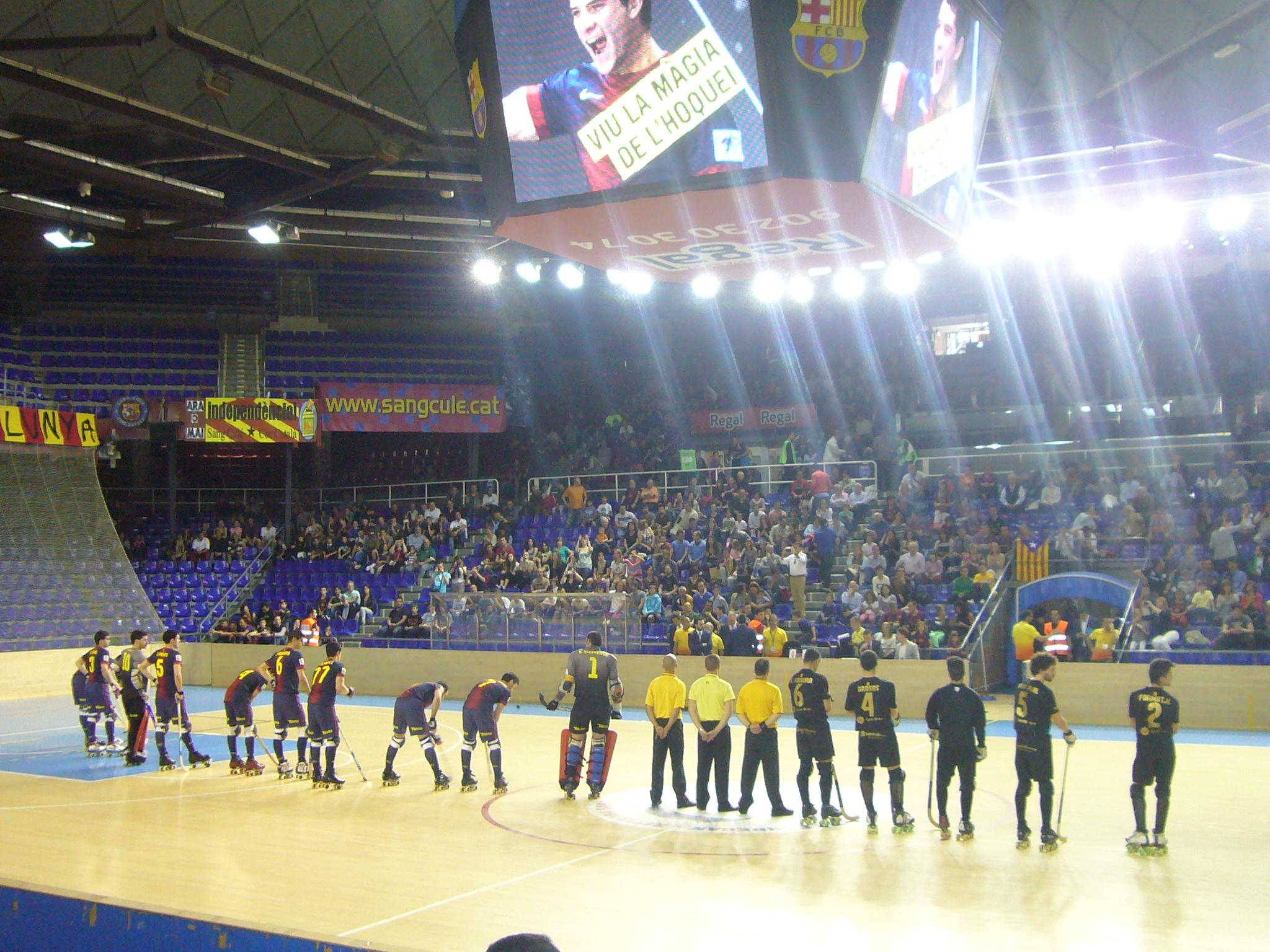
Giocatori del Futbol Club Barcelona.

Questa pagina raccoglie le principali statistiche dell'OK Liga.
Questa lista è suscettibile di variazioni e potrebbe essere incompleta o non aggiornata.

## Statistiche di squadra

### Albo d'oro
Per ogni stagione sportiva sono riportate le seguenti informazioni:
- Vincitore: club campione di Spagna;
- Secondo/Finalista: club secondo classificato in campionato o finalista perdente dei play-off, dove previsti;
- Coppa del Generalissimo/Coppa del Re: club vincitore della Coppa del Generalissimo/Coppa del RE;
- Supercoppa: club vincitore della Supercoppa di Spagna;

| Edizione        | Classifica           | Classifica                         | Coppa del Generalissimo Coppa del Re | Supercoppa           |
| Edizione        | Vincitore            | 2º classificato Finalista play-off | Coppa del Generalissimo Coppa del Re | Supercoppa           |
| --------------- | -------------------- | ---------------------------------- | ------------------------------------ | -------------------- |
| 1944            |                      |                                    | Espanyol (1º)                        |                      |
| 1945            |                      |                                    | Unión Barcellona (1º)                |                      |
| 1946            |                      |                                    | Reus Ploms (1º)                      |                      |
| 1947            |                      |                                    | Espanyol (2º)                        |                      |
| 1948            |                      |                                    | Espanyol (3º)                        |                      |
| 1949            |                      |                                    | Espanyol (4º)                        |                      |
| 1950            |                      |                                    | CP Barcellona (1º)                   |                      |
| 1951            |                      |                                    | Espanyol (5º)                        |                      |
| 1952            |                      |                                    | Reus Deportiu (1º)                   |                      |
| 1953            |                      |                                    | Barcellona (1º)                      |                      |
| 1954            |                      |                                    | Espanyol (6º)                        |                      |
| 1955            |                      |                                    | Espanyol (7º)                        |                      |
| 1956            |                      |                                    | Espanyol (8º)                        |                      |
| 1957            |                      |                                    | Espanyol (9º)                        |                      |
| 1958            |                      |                                    | Barcellona (2º)                      |                      |
| 1959            |                      |                                    | Sabadell (1º)                        |                      |
| 1960            |                      |                                    | Voltregà (1º)                        |                      |
| 1961            |                      |                                    | Espanyol (10º)                       |                      |
| 1962            |                      |                                    | Espanyol (11º)                       |                      |
| 1963            |                      |                                    | Barcellona (3º)                      |                      |
| 1964            |                      |                                    | Vilanova (1º)                        |                      |
| 1965            |                      |                                    | Voltregà (2º)                        |                      |
| 1966            |                      |                                    | Reus Deportiu (2º)                   |                      |
| 1967            |                      |                                    | Mataró (1º)                          |                      |
| 1968            |                      |                                    | Vilanova (2º)                        |                      |
| 1969            |                      |                                    | Voltregà (3º)                        |                      |
| 1969-1970 (1ª)  | Reus Deportiu (1º)   | Noia                               | Reus Deportiu (3º)                   |                      |
| 1970-1971 (2ª)  | Reus Deportiu (2º)   | Noia                               | Reus Deportiu (4º)                   |                      |
| 1971-1972 (3ª)  | Reus Deportiu (3º)   | Barcellona                         | Barcellona (4º)                      |                      |
| 1972-1973 (4ª)  | Reus Deportiu (4º)   | Sentmenat                          | Reus Deportiu (5º)                   |                      |
| 1973-1974 (5ª)  | Barcellona (1º)      | Voltregà                           | Voltregà (4º)                        |                      |
| 1974-1975 (6ª)  | Voltregà (1º)        | Barcellona                         | Barcellona (5º)                      |                      |
| 1975-1976 (7ª)  | Voltregà (2º)        | Vilanova                           | Vilanova (3º)                        |                      |
| 1976-1977 (8ª)  | Barcellona (2º)      | Reus Deportiu                      | Voltregà (5º)                        |                      |
| 1977-1978 (9ª)  | Barcellona (3º)      | Voltregà                           | Barcellona (6º)                      |                      |
| 1978-1979 (10ª) | Barcellona (4º)      | Reus Deportiu                      | Barcellona (7º)                      |                      |
| 1979-1980 (11ª) | Barcellona (5º)      | Tordera                            | Cibeles (1º)                         |                      |
| 1980-1981 (12ª) | Barcellona (6º)      | Noia                               | Barcellona (8º)                      |                      |
| 1981-1982 (13ª) | Barcellona (7º)      | Liceo La Coruña                    | Liceo La Coruña (1º)                 |                      |
| 1982-1983 (14ª) | Liceo La Coruña (1º) | Barcellona                         | Reus Deportiu (6º)                   |                      |
| 1983-1984 (15ª) | Barcellona (8º)      | Tordera                            | Liceo La Coruña (2º)                 |                      |
| 1984-1985 (16ª) | Barcellona (9º)      | Liceo La Coruña                    | Barcellona (9º)                      |                      |
| 1985-1986 (17ª) | Liceo La Coruña (2º) | Barcellona                         | Barcellona (10º)                     |                      |
| 1986-1987 (18ª) | Liceo La Coruña (3º) | Barcellona                         | Barcellona (11º)                     |                      |
| 1987-1988 (19ª) | Noia (1º)            | Liceo La Coruña                    | Liceo La Coruña (3º)                 |                      |
| 1988-1989 (20ª) | Igualada (1º)        | Liceo La Coruña                    | Liceo La Coruña (4º)                 |                      |
| 1989-1990 (21ª) | Liceo La Coruña (4º) | Dominicos                          | Dominicos (1º)                       |                      |
| 1990-1991 (22ª) | Liceo La Coruña (5º) | Igualada                           | Liceo La Coruña (5º)                 |                      |
| 1991-1992 (23ª) | Igualada (2º)        | Liceo La Coruña                    | Igualada (1º)                        |                      |
| 1992-1993 (24ª) | Liceo La Coruña (6º) | Igualada                           | Igualada (2º)                        |                      |
| 1993-1994 (25ª) | Igualada (3º)        | Barcellona                         | Barcellona (12º)                     |                      |
| 1994-1995 (26ª) | Igualada (4º)        | Barcellona                         | Liceo La Coruña (6º)                 |                      |
| 1995-1996 (27ª) | Barcellona (10º)     | Liceo La Coruña                    | Liceo La Coruña (7º)                 |                      |
| 1996-1997 (28ª) | Igualada (5º)        | Barcellona                         | Liceo La Coruña (8º)                 |                      |
| 1997-1998 (29ª) | Barcellona (11º)     | Vic                                | Noia (1º)                            |                      |
| 1998-1999 (30ª) | Barcellona (12º)     | Liceo La Coruña                    | Vic (1º)                             |                      |
| 1999-2000 (31ª) | Barcellona (13º)     | Liceo La Coruña                    | Barcellona (13º)                     |                      |
| 2000-2001 (32ª) | Barcellona (14º)     | Vic                                | Blanes (1º)                          |                      |
| 2001-2002 (33ª) | Barcellona (15º)     | Igualada                           | Barcellona (14º)                     |                      |
| 2002-2003 (34ª) | Barcellona (16º)     | Noia                               | Barcellona (15º)                     |                      |
| 2003-2004 (35ª) | Barcellona (17º)     | Igualada                           | Liceo La Coruña (9º)                 |                      |
| 2004-2005 (36ª) | Barcellona (18º)     | Reus Deportiu                      | Barcellona (16º)                     | Barcellona (1º)      |
| 2005-2006 (37ª) | Barcellona (19º)     | Reus Deportiu                      | Reus Deportiu (7º)                   | Barcellona (2º)      |
| 2006-2007 (38ª) | Barcellona (20º)     | Reus Deportiu                      | Barcellona (17º)                     | Reus Deportiu (1º)   |
| 2007-2008 (39ª) | Barcellona (21º)     | Reus Deportiu                      | Noia (2º)                            | Barcellona (3º)      |
| 2008-2009 (40ª) | Barcellona (22º)     | Liceo La Coruña                    | Vic (2º)                             | Barcellona (4º)      |
| 2009-2010 (41ª) | Barcellona (23º)     | Liceo La Coruña                    | Vic (3º)                             | Vic (1º)             |
| 2010-2011 (42ª) | Reus Deportiu (5º)   | Liceo La Coruña                    | Barcellona (18º)                     | Vic (2º)             |
| 2011-2012 (43ª) | Barcellona (24º)     | Liceo La Coruña                    | Barcellona (19º)                     | Barcellona (5º)      |
| 2012-2013 (44ª) | Liceo La Coruña (7º) | Barcellona                         | Vendrell (1º)                        | Barcellona (6º)      |
| 2013-2014 (45ª) | Barcellona (25º)     | Liceo La Coruña                    | Vendrell (2º)                        | Barcellona (7º)      |
| 2014-2015 (46ª) | Barcellona (26º)     | Liceo La Coruña                    | Vic (4º)                             | Barcellona (8º)      |
| 2015-2016 (47ª) | Barcellona (27º)     | Vic                                | Barcellona (20º)                     | Barcellona (9º)      |
| 2016-2017 (48ª) | Barcellona (28º)     | Reus Deportiu                      | Barcellona (21º)                     | Liceo La Coruña (1º) |
| 2017-2018 (49ª) | Barcellona (29º)     | Liceo La Coruña                    | Barcellona (22º)                     | Barcellona (10º)     |
| 2018-2019 (50ª) | Barcellona (30º)     | Liceo La Coruña                    | Barcellona (23º)                     | Liceo La Coruña (2º) |
| 2019-2020 (51ª) | Barcellona (31º)     | Deportivo Liceo                    | Edizione non disputata               | Reus Deportiu (2º)   |
| 2020-2021 (52ª) | Barcellona (32º)     | Deportivo Liceo                    | Deportivo Liceo (10º)                | Barcellona (11º)     |
| 2021-2022 (53ª) | Deportivo Liceo (8º) | Reus Deportiu                      | Barcellona (24º)                     | Deportivo Liceo (3º) |
| 2022-2023 (54ª) | Barcellona (33º)     | Deportivo Liceo                    | Barcellona (25º)                     | Barcellona (12º)     |

### Titoli e secondi posti per squadra
| Squadra                         | Titoli | Secondi posti | Anni titolo | Anni 2º posto / finale play-off                                                                                 |
| ------------------------------- | ------ | ------------- | --- | --- |
| Barcellona                      | 33     | 9             | 1974, 1977, 1978, 1979, 1980, 1981, 1982, 1984, 1985, 1996 1998, 1999, 2000, 2001, 2002, 2003, 2004, 2005, 2006, 2007 2008, 2009, 2010, 2012, 2014, 2015, 2016, 2017, 2018, 2019 2020, 2021, 2023 | 1972, 1975, 1983, 1986, 1987, 1994, 1995, 1997, 2013                                                            |
| Liceo La Coruña Deportivo Liceo | 8      | 19            | 1983, 1986, 1987, 1990, 1991, 1993, 2013, 2022 | 1982, 1985, 1988, 1989, 1992, 1996, 1999, 2000, 2009, 2010 2011, 2012, 2014, 2015, 2018, 2019, 2020, 2021, 2023 |
| Reus Deportiu                   | 5      | 8             | 1970, 1971, 1972, 1973, 2011 | 1977, 1979, 2005, 2006, 2007, 2008, 2017, 2022                                                                  |
| Igualada                        | 5      | 4             | 1989, 1992, 1994, 1995, 1997 | 1991, 1993, 2002, 2004                                                                                          |
| Voltregà                        | 2      | 2             | 1975, 1976 | 1974, 1978 |
| Noia                            | 1      | 4             | 1988 | 1970, 1971, 1981, 2003                                                                                          |
| Vic                             | 0      | 3             | | 1998, 2001, 2016                                                                                                |
| Tordera                         | 0      | 2             | | 1980, 1984 |
| Sentmenat                       | 0      | 1             | | 1973 |
| Vilanova                        | 0      | 1             | | 1976 |
| Dominicos                       | 0      | 1             | | 1990 |

### Titolo più recente
- Barcellona: 2023
- Deportivo Liceo: 2022
- Reus Deportiu: 2011
- Igualada: 1997
- Noia: 1988
- Voltregà: 1976

### Titoli consecutivi
13 titoli consecutivi
- Barcellona (1998, 1999, 2000, 2001, 2002, 2003, 2004, 2005, 2006, 2007, 2008, 2009, 2010)

8 titoli consecutivi
- Barcellona (2014, 2015, 2016, 2017, 2018, 2019, 2020, 2021)

6 titoli consecutivi
- Barcellona (1977, 1978, 1979, 1980, 1981, 1982)

4 titoli consecutivi
- Reus Deportiu (1970, 1971, 1972, 1973)

2 titoli consecutivi
- Voltregà (1975, 1976)
- Barcellona (1984, 1985)
- Liceo La Coruña (1986, 1987)
- Liceo La Coruña (1990, 1991)
- Igualada (1994, 1995)

### Doppiette campionato + Coppa del Re
| Club            | Numero | Anni                                                             |
| --------------- | ------ | ---------------------------------------------------------------- |
| Barcellona      | 11     | 1978, 1979, 1981, 1985, 2000, 2002, 2003, 2007, 2017, 2019, 2023 |
| Reus Deportiu   | 3      | 1970, 1971, 1973                                                 |
| Liceo La Coruña | 1      | 1991                                                             |
| Igualada        | 1      | 1992                                                             |

### Triplette campionato + Coppa del Re + Supercoppa
| Club       | Numero | Anni                         |
| ---------- | ------ | ---------------------------- |
| Barcellona | 5      | 2005, 2012, 2016, 2018, 2023 |